# Jim Bannister
James Henry Bannister (1 tháng 2 năm 1929 - tháng 4 năm 2007), là một cầu thủ bóng đá người Anh thi đấu ở vị trí hậu vệ tại Football League.